# Zitiron

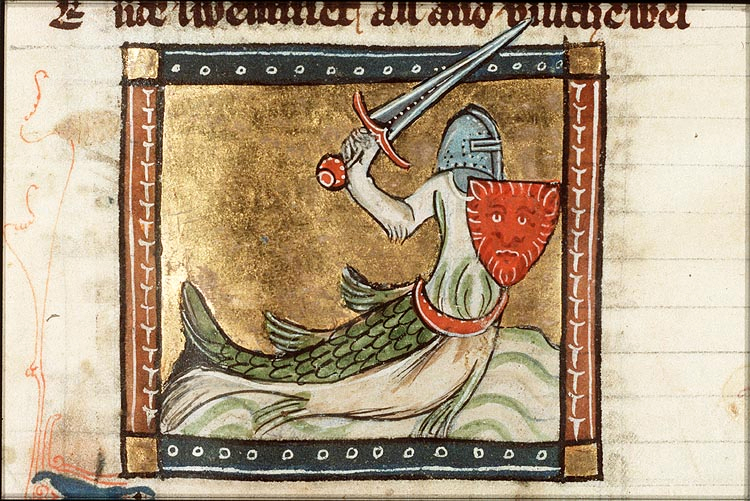
Un zitiron représenté sur un manuscrit enluminé de Jacob van Maerlant

Un zitiron ou zytiron est une créature mythologique marine du Moyen Âge, un être hybride, mi-poisson, mi-chevalier en armes.

## Histoire
Le zitiron apparaît dans le chapitre VI du De natura rerum de Thomas de Cantimpré, rédigé vers 1240, ; il est repris dans le poème en néerlandais de Jacob van Maerlant, Der Naturen Bloeme en 1350 : plusieurs manuscrits de ce texte sont copiés au milieu du XIVe siècle avec des miniatures qui assurent un grand succès iconographique au zitiron. On le trouve également dans la partie consacrée aux poissons (« De piscibus ») du Hortus sanitatis (Jardin de santé), imprimé pour la première fois à Mayence en 1491 et réimprimé plusieurs fois jusqu'en 1547, au chapitre 105.

## Description
Le zitiron est un être hybride, mi-poisson, mi-chevalier en armes : il a le haut du corps et la tête d'un chevalier et une queue de poisson. Il a la peau rugueuse et dure ; il porte un bouclier. Ses bras sont épais et il n'a que deux doigts.
Il ne peut être tué avec des flèches, mais seulement avec des marteaux et il se protège avec son bouclier et en donnant des coups avec ses bras.

## Mythe
Le roi Arthur rencontra un jour une table (groupe) de zitiron sur les mers, ceux-ci lui auraient inspiré la conception de l'armure de ses chevaliers.